# Casa de Moneda de Jubia

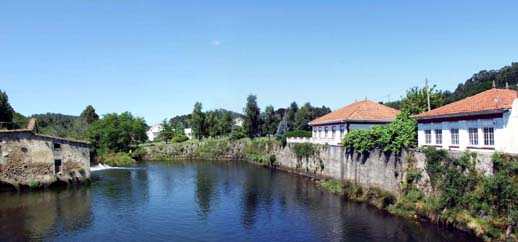
Instalaciones de la antigua Casa de Moneda de Jubia, junto a la desembocadura del río del mismo nombre.

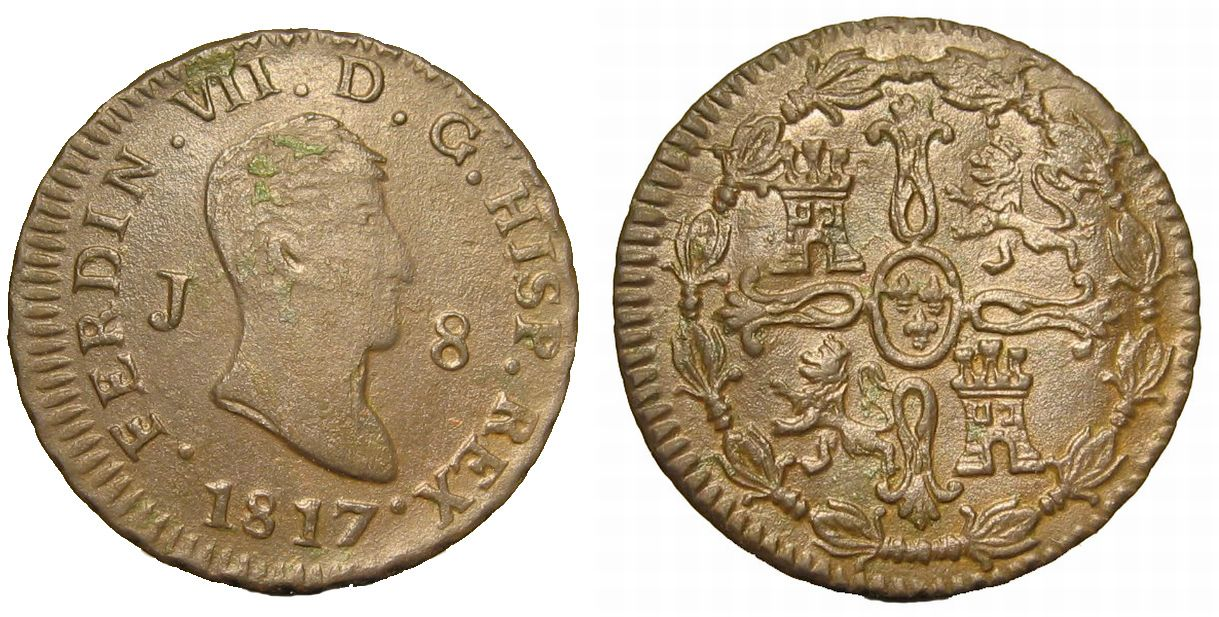
8 Maravedíes de Fernando VII de 1817 de la casa de moneda de Xubia.

La Casa de Moneda de Jubia fue una ceca española que fabricó moneda de cobre en diversos periodos entre 1812 y 1868. Se había establecido en 1790 en el lugar de Jubia (Xuvia en gallego), en una parroquia del municipio de Neda, próximo a Ferrol (La Coruña) con el nombre de Fábrica Nacional de Cobrería, como fundición de cobre con la finalidad de forrar los barcos construidos en el astillero de Ferrol, pero no comenzó la producción hasta 1803.
Debido a la guerra contra de los franceses se convirtió en casa de moneda en 1811, debido a que la casa de moneda encargada de fabricar moneda de cobre, el Real Ingenio de Segovia, estaba en manos de los franceses acuñando moneda en nombre de José Bonaparte. De esta forma, la casa de moneda de Jubia, en territorio libre de los franceses emitiría moneda en nombre del rey legítimo, Fernando VII.
En 1812 se acuñaron las primeras monedas, concretamente monedas de ocho maravedíes. En años posteriores también se acuñaron monedas de dos, cuatro y en 1824 de un maravedí. En 1815 la Casa de Moneda de Segovia comienza la acuñar monedas en nombre de Fernando VII y Jubia comienza a perder importancia, volviendo en 1819 a fabricar placas para los buques de la armada. Entre 1827 y 1835 se dejó de fabricar moneda, centrándose en la fabricación de hojas de lata.
En 1850 se realizó la primera moneda del sistema monetario decimal, que se había establecido oficialmente en 1848. El 28 de agosto de 1850 se dio la orden de finalizar la fabricación de monedas en Jubia. Las últimas salieron de la fábrica en septiembre de ese año. No obstante, entre 1866 y 1868 se acuñan monedas de medio, uno, dos y medio y cinco céntimos de escudo. Ese año es cerrada definitivamente (junto con la casa de moneda de Segovia). 
La finca se vendió en subasta en 1873 y se convirtió en fábrica textil.